# ذره در یک شبکه یک بعدی
در مکانیک کوانتومی، ذره در یک شبکه یک بعدی، مسئله‌ای است که در مدل یک شبکه بلوری دوره‌ای به وجود می‌آید. پتانسیل توسط یون‌ها در ساختار دوره‌ای بلور ایجاد می‌شود که یک میدان الکترومغناطیس ایجاد می‌کند، بنابراین الکترون‌ها تحت پتانسیل منظم داخل شبکه قرار می‌گیرند. این یک تعمیم از مدل الکترون آزاد است که فرض می‌کند داخل شبکه پتانسیل صفر است.

## تعریف مسئله
هنگامی که در مورد مواد جامد صحبت می‌شود، معمولاً بحث اطراف بلورها - شبکه‌های دوره‌ای - است. در اینجا، ما درباره یک شبکه یک بعدی از یون‌های مثبت صحبت خواهیم کرد. با فرض اینکه فاصله بین دو یون برابر با a است، پتانسیل در داخل شبکه به شکل زیر خواهد بود:

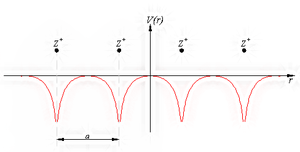

نمایش ریاضی پتانسیل یک تابع دوره‌ای با دوره a است. طبق قضیه بلوخ، راه حل معادله شرودینگر زمان‌ناحیه اگر پتانسیل دوره‌ای باشد، می‌تواند به شکل زیر نوشته شود:
{\displaystyle \psi (x)=e^{ikx}u(x),}
که در آن u(x) یک تابع دوره‌ای است که شرط u(x + a) = u(x) را ارضا می‌کند. این عامل بلوخ  با نمایانگر فلوکه، منجر به ساختار باند از طیف انرژی معادله شرودینگر با یک پتانسیل دوره‌ای مانند پتانسیل کرونیگ-پنی یا یک تابع کسینوس مانند معادله ماتیو می‌شود. هنگام نزدیک شدن به لبه‌های شبکه، مشکلاتی در شرایط مرزی پیش می‌آید. بنابراین، ما می‌توانیم شبکه یونی را به عنوان یک حلقه نمایش دهیم که شرایط مرزی بورن-فان کارمان را دنبال می‌کند. اگر L طول شبکه باشد به گونه‌ای که L ≫ a، آنگاه تعداد یون‌ها در شبکه به حدی زیاد است که هنگام در نظر گرفتن یک یون، محیط آن تقریباً خطی است و تابع موج الکترون بدون تغییر باقی می‌ماند. بنابراین، اکنون به جای دو شرط مرزی، یک شرط مرزی دایره‌ای به دست می‌آید:
{\displaystyle \psi (0)=\psi (L).}
اگر N تعداد یون‌ها در شبکه باشد، آنگاه ما رابطه زیر را داریم: aN = L. با جایگذاری در شرط مرزی و اعمال قضیه بلوخ، به یک کوانتوم‌سازی برای k منجر خواهد شد:
{\displaystyle \psi (0)=e^{ik\cdot 0}u(0)=e^{ikL}u(L)=\psi (L)}
{\displaystyle u(0)=e^{ikL}u(L)=e^{ikL}u(Na)\to e^{ikL}=1}
{\displaystyle \Rightarrow kL=2\pi n\to k={2\pi  \over L}n\qquad \left(n=0,\pm 1,\dots ,\pm {\frac {N}{2}}\right).}

## مدل کرونیگ-پنی
مدل کرونیگ-پنی یک سیستم ساده و ایده‌آل در مکانیک کوانتومی است که از یک آرایه بی‌نهایت دوره‌ای از حاجب‌های پتانسیل مستطیلی تشکیل شده است. تقریباً تابع پتانسیل با یک پتانسیل مستطیلی مدل می‌شود:

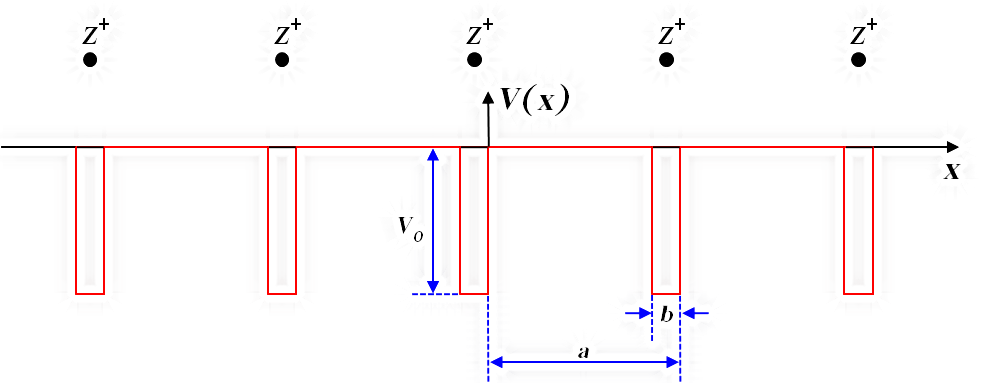

استفاده از قضیه بلوخ به ما فقط نیاز به یافتن یک راه حل برای یک دوره است، اطمینان حاصل کنیم که آن پیوسته و صاف است، و همچنین مطمئن شویم که تابع u(x) نیز پیوسته و صاف است. در نظر گرفتن یک دوره از پتانسیل: در اینجا دو منطقه داریم. برای هرکدام به طور مستقل حل خواهیم کرد: اجازه دهید E یک مقدار انرژی بالاتر از چاه باشد (E > 0)
برای :  {\displaystyle 0<x<(a-b)}
{\displaystyle {\begin{aligned}{\frac {-\hbar ^{2}}{2m}}\psi _{xx}&=E\psi \\\Rightarrow \psi &=Ae^{i\alpha x}+A'e^{-i\alpha x}&\left(\alpha ^{2}={2mE \over \hbar ^{2}}\right)\end{aligned}}}
برای:  {\displaystyle -b<x<0}
{\displaystyle {\begin{aligned}{\frac {-\hbar ^{2}}{2m}}\psi _{xx}&=(E+V_{0})\psi \\\Rightarrow \psi &=Be^{i\beta x}+B'e^{-i\beta x}&\left(\beta ^{2}={2m(E+V_{0}) \over \hbar ^{2}}\right).\end{aligned}}}
برای یافتن u(x) در هر منطقه، ما نیاز به تلاش در تابع موج الکترون داریم:
{\displaystyle {\begin{aligned}\psi (0<x<a-b)&=Ae^{i\alpha x}+A'e^{-i\alpha x}=e^{ikx}\left(Ae^{i(\alpha -k)x}+A'e^{-i(\alpha +k)x}\right)\\\Rightarrow u(0<x<a-b)&=Ae^{i(\alpha -k)x}+A'e^{-i(\alpha +k)x}.\end{aligned}}}
{\displaystyle {\begin{aligned}\psi (0<x<a-b)&=Ae^{i\alpha x}+A'e^{-i\alpha x}=e^{ikx}\left(Ae^{i(\alpha -k)x}+A'e^{-i(\alpha +k)x}\right)\\\Rightarrow u(0<x<a-b)&=Ae^{i(\alpha -k)x}+A'e^{-i(\alpha +k)x}.\end{aligned}}}
و به همان شیوه:
{\displaystyle u(-b<x<0)=Be^{i(\beta -k)x}+B'e^{-i(\beta +k)x}.}
{\displaystyle u(-b<x<0)=Be^{i(\beta -k)x}+B'e^{-i(\beta +k)x}.}
برای تکمیل راه حل، نیاز داریم مطمئن شویم که تابع احتمال پیوسته و صاف است، به عبارت دیگر:
{\displaystyle \psi (0^{-})=\psi (0^{+})\qquad \psi '(0^{-})=\psi '(0^{+}).}
{\displaystyle \psi (0^{-})=\psi (0^{+})\qquad \psi '(0^{-})=\psi '(0^{+}).}
و همچنین که u(x) و u′(x) دوره‌ای هستند:{\displaystyle u(-b)=u(a-b)\qquad u'(-b)=u'(a-b).}
{\displaystyle u(-b)=u(a-b)\qquad u'(-b)=u'(a-b).}
این شرایط به ماتریس زیر منجر می‌شوند:{\displaystyle {\begin{pmatrix}1&1&-1&-1\\\alpha &-\alpha &-\beta &\beta \\e^{i(\alpha -k)(a-b)}&e^{-i(\alpha +k)(a-b)}&-e^{-i(\beta -k)b}&-e^{i(\beta +k)b}\\(\alpha -k)e^{i(\alpha -k)(a-b)}&-(\alpha +k)e^{-i(\alpha +k)(a-b)}&-(\beta -k)e^{-i(\beta -k)b}&(\beta +k)e^{i(\beta +k)b}\end{pmatrix}}{\begin{pmatrix}A\\A'\\B\\B'\end{pmatrix}}={\begin{pmatrix}0\\0\\0\\0\end{pmatrix}}.}
{\displaystyle {\begin{pmatrix}1&1&-1&-1\\\alpha &-\alpha &-\beta &\beta \\e^{i(\alpha -k)(a-b)}&e^{-i(\alpha +k)(a-b)}&-e^{-i(\beta -k)b}&-e^{i(\beta +k)b}\\(\alpha -k)e^{i(\alpha -k)(a-b)}&-(\alpha +k)e^{-i(\alpha +k)(a-b)}&-(\beta -k)e^{-i(\beta -k)b}&(\beta +k)e^{i(\beta +k)b}\end{pmatrix}}{\begin{pmatrix}A\\A'\\B\\B'\end{pmatrix}}={\begin{pmatrix}0\\0\\0\\0\end{pmatrix}}.}
برای داشتن یک راه حل غیر تافی، تعیین‌کننده این ماتریس باید صفر باشد. این موجب به دست آمدن عبارت زیر می‌شود:
{\displaystyle \cos(ka)=\cos(\beta b)\cos[\alpha (a-b)]-{\alpha ^{2}+\beta ^{2} \over 2\alpha \beta }\sin(\beta b)\sin[\alpha (a-b)].}
برای ساده‌تر کردن عبارت، ما تقریب‌های زیر را انجام می‌دهیم:
{\displaystyle b\to 0;\quad V_{0}\to \infty ;\quad V_{0}b=\mathrm {constant} }
{\displaystyle \Rightarrow \beta ^{2}b=\mathrm {constant} ;\quad \alpha ^{2}b\to 0}
{\displaystyle \Rightarrow \beta b\to 0;\quad \sin(\beta b)\to \beta b;\quad \cos(\beta b)\to 1.}
حال عبارت به شکل زیر خواهد بود:
{\displaystyle \cos(ka)=\cos(\alpha a)+P{\frac {\sin(\alpha a)}{\alpha a}},\qquad P={\frac {mV_{0}ba}{\hbar ^{2}}}.}
برای مقادیر انرژی درون چاه (E < 0)، به دست می‌آید:
{\displaystyle \cos(ka)=\cos(\beta b)\cosh[\alpha (a-b)]-{\beta ^{2}-\alpha ^{2} \over 2\alpha \beta }\sin(\beta b)\sinh[\alpha (a-b)],}
با{\displaystyle \alpha ^{2}={2m|E| \over \hbar ^{2}}} و{\displaystyle \beta ^{2}={\frac {2m(V_{0}-|E|)}{\hbar ^{2}}}}
پیروی از تقریب‌های مشابه به آنچه بالا بیان شد، ({\displaystyle b\to 0;\,V_{0}\to \infty ;\,V_{0}b=\mathrm {constant} })
به عبارت زیر منتهی می‌شود:
{\displaystyle \cos(ka)=\cosh(\alpha a)+P{\frac {\sinh(\alpha a)}{\alpha a}}}
با همان فرمول برای P که در مورد قبلی آمده است{\displaystyle \left(P={\frac {mV_{0}ba}{\hbar ^{2}}}\right)}

## گاف‌های باند در مدل کرونیگ-پنی

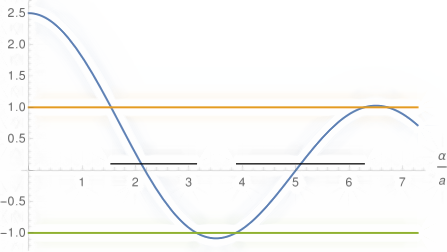
مقدار عبارتی که با آن cos(k a) در رابطه پراکندگی برابر می‌شود با P = 1.5. خطوط سیاه منطقه‌های آلفا را نشان می‌دهند که برای آنها می‌توان مقدار k را محاسبه کرد.

در پاراگراف قبلی، تنها متغیرهایی که توسط پارامترهای سیستم فیزیکی تعیین نمی‌شوند، انرژی E و میانگین بلور k هستند. با انتخاب یک مقدار برای E، می‌توان سمت راست را محاسبه کرد و سپس با گرفتن کسینوس معکوس از هر دو طرف، مقدار k را محاسبه کرد. بنابراین، این عبارت منجر به رابطه پراکندگی می‌شود.

سمت راست عبارت آخری که در بالا آورده شد، گاهی اوقات ممکن است بیشتر از 1 یا کمتر از -1 باشد، در این صورت هیچ مقداری از k نمی‌تواند معادله را درست کند. از آنجایی که ،{\displaystyle \alpha a\propto {\sqrt {E}}} این بدان معناست که برخی از مقادیر E وجود دارند که برای آنها هیچ تابع موج خودمختاری برابر با معادله شرودینگر وجود ندارد. این مقادیر، گاف‌های باند را تشکیل می‌دهند.

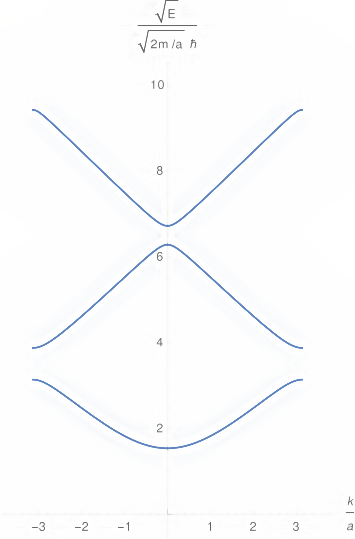
رابطه پراکندگی برای مدل کرونیگ-پنی، با P = 1.5.

بنابراین، مدل کرونیگ-پنی یکی از ساده‌ترین پتانسیل‌های دوره‌ای است که دارای یک گاف باند می‌باشد.

## مدل کرونیگ-پنی: راه حل جایگزین
یک روش جایگزین برای یک مسئله مشابه ارائه شده است. در اینجا، ما یک پتانسیل دلتا دوره‌ای داریم:
{\displaystyle V(x)=A\cdot \sum _{n=-\infty }^{\infty }\delta (x-na).}
A یک ثابت است و a ثابت شبکه (فاصله بین هر سایت) است. از آنجایی که این پتانسیل دوره‌ای است، می‌توانیم آن را به صورت یک سری فوریه گسترش دهیم:
{\displaystyle V(x)=\sum _{K}{\tilde {V}}(K)\cdot e^{iKx},}
جایی که
{\displaystyle {\tilde {V}}(K)={\frac {1}{a}}\int _{-a/2}^{a/2}dx\,V(x)\,e^{-iKx}={\frac {1}{a}}\int _{-a/2}^{a/2}dx\sum _{n=-\infty }^{\infty }A\cdot \delta (x-na)\,e^{-iKx}={\frac {A}{a}}.}
تابع موج با استفاده از قضیه بلوخ برابر با  {\displaystyle \psi _{k}(x)=e^{ikx}u_{k}(x)}است، جایی که{\displaystyle u_{k}(x)} یک تابع است که در شبکه دوره‌ای است، به این معنا که می‌توانیم آن را همچنین به صورت یک سری فوریه گسترش دهیم:
{\displaystyle u_{k}(x)=\sum _{K}{\tilde {u}}_{k}(K)e^{iKx}.}
بنابراین تابع موج به صورت زیر است:
{\displaystyle \psi _{k}(x)=\sum _{K}{\tilde {u}}_{k}(K)\,e^{i(k+K)x}.}
اگر این را در معادله شرودینگر قرار دهیم، به دست می‌آید:
{\displaystyle \left[{\frac {\hbar ^{2}(k+K)^{2}}{2m}}-E_{k}\right]{\tilde {u}}_{k}(K)+\sum _{K'}{\tilde {V}}(K-K')\,{\tilde {u}}_{k}(K')=0}
و یا به جای:
{\displaystyle \left[{\frac {\hbar ^{2}(k+K)^{2}}{2m}}-E_{k}\right]{\tilde {u}}_{k}(K)+{\frac {A}{a}}\sum _{K'}{\tilde {u}}_{k}(K')=0}
حالا متوجه می‌شویم که:
{\displaystyle u_{k}(0)=\sum _{K'}{\tilde {u}}_{k}(K')}
این را در معادله شرودینگر قرار دهید:
{\displaystyle \left[{\frac {\hbar ^{2}(k+K)^{2}}{2m}}-E_{k}\right]{\tilde {u}}_{k}(K)+{\frac {A}{a}}u_{k}(0)=0}
این را برای{\displaystyle {\tilde {u}}_{k}(K)}  حل کردیم و به دست آوردیم:
{\displaystyle {\tilde {u}}_{k}(K)={\frac {{\frac {2m}{\hbar ^{2}}}{\frac {A}{a}}f(k)}{{\frac {2mE_{k}}{\hbar ^{2}}}-(k+K)^{2}}}={\frac {{\frac {2m}{\hbar ^{2}}}{\frac {A}{a}}}{{\frac {2mE_{k}}{\hbar ^{2}}}-(k+K)^{2}}}\,u_{k}(0)}
این معادله آخر را برای همه مقادیر  K  جمع کنیم تا به دست آوریم:
{\displaystyle \sum _{K}{\tilde {u}}_{k}(K)=\sum _{K}{\frac {{\frac {2m}{\hbar ^{2}}}{\frac {A}{a}}}{{\frac {2mE_{k}}{\hbar ^{2}}}-(k+K)^{2}}}\,u_{k}(0)}
یا
{\displaystyle u_{k}(0)=\sum _{K}{\frac {{\frac {2m}{\hbar ^{2}}}{\frac {A}{a}}}{{\frac {2mE_{k}}{\hbar ^{2}}}-(k+K)^{2}}}\,u_{k}(0)}
به راحتی، {\displaystyle u_{k}(0)} ، از بین می‌رود و به دست می‌آید:
{\displaystyle 1=\sum _{K}{\frac {{\frac {2m}{\hbar ^{2}}}{\frac {A}{a}}}{{\frac {2mE_{k}}{\hbar ^{2}}}-(k+K)^{2}}}}
یا
{\displaystyle {\frac {\hbar ^{2}}{2m}}{\frac {a}{A}}=\sum _{K}{\frac {1}{{\frac {2mE_{k}}{\hbar ^{2}}}-(k+K)^{2}}}}
برای صرفه‌جویی در تلاش‌های  بی‌مورد، یک متغیر جدید تعریف می‌کنیم:
{\displaystyle \alpha ^{2}:={\frac {2mE_{k}}{\hbar ^{2}}}}
و سرانجام عبارت ما به صورت زیر خواهد بود:
{\displaystyle {\frac {\hbar ^{2}}{2m}}{\frac {a}{A}}=\sum _{K}{\frac {1}{\alpha ^{2}-(k+K)^{2}}}}
حالا،  K  یک بردار شبکه متقابل است، که به این معناست که یک جمع بر  K  در واقع یک جمع بر اعداد صحیح ضرب‌شده در{\displaystyle {\frac {2\pi }{a}}} است.
{\displaystyle {\frac {\hbar ^{2}}{2m}}{\frac {a}{A}}=\sum _{n=-\infty }^{\infty }{\frac {1}{\alpha ^{2}-(k+{\frac {2\pi n}{a}})^{2}}}}
می‌توانیم این عبارت را کمی بازی کرده و جذاب‌تر کنیم.
{\displaystyle {\begin{aligned}{\frac {\hbar ^{2}}{2m}}{\frac {a}{A}}&=\sum _{n=-\infty }^{\infty }{\frac {1}{\alpha ^{2}-(k+{\frac {2\pi n}{a}})^{2}}}\\&=-{\frac {1}{2\alpha }}\sum _{n=-\infty }^{\infty }\left[{\frac {1}{(k+{\frac {2\pi n}{a}})-\alpha }}-{\frac {1}{(k+{\frac {2\pi n}{a}})+\alpha }}\right]\\&=-{\frac {a}{4\alpha }}\sum _{n=-\infty }^{\infty }\left[{\frac {1}{\pi n+{\frac {ka}{2}}-{\frac {\alpha a}{2}}}}-{\frac {1}{\pi n+{\frac {ka}{2}}+{\frac {\alpha a}{2}}}}\right]\\&=-{\frac {a}{4\alpha }}\left[\sum _{n=-\infty }^{\infty }{\frac {1}{\pi n+{\frac {ka}{2}}-{\frac {\alpha a}{2}}}}-\sum _{n=-\infty }^{\infty }{\frac {1}{\pi n+{\frac {ka}{2}}+{\frac {\alpha a}{2}}}}\right]\end{aligned}}}
اگر از یک هویت جذاب مربوط به جمع تابع  کوتانژانت استفاده کنیم که می‌گوید:
{\displaystyle \cot(x)=\sum _{n=-\infty }^{\infty }{\frac {1}{2\pi n+2x}}-{\frac {1}{2\pi n-2x}}}
و این هویت را در عبارت ما جایگذاری کنیم به دست می‌آید:
{\displaystyle {\frac {\hbar ^{2}}{2m}}{\frac {a}{A}}=-{\frac {a}{4\alpha }}\left[\cot \left({\tfrac {ka}{2}}-{\tfrac {\alpha a}{2}}\right)-\cot \left({\tfrac {ka}{2}}+{\tfrac {\alpha a}{2}}\right)\right]}
ما از جمع cot استفاده کرده و سپس حاصلضرب sin (که جزو فرمول جمع cot است) را به دست می‌آوریم:{\displaystyle \cos(ka)=\cos(\alpha a)+{\frac {mA}{\hbar ^{2}\alpha }}\sin(\alpha a)}
این معادله ارتباطی بین انرژی (از طریق α و بردار موج  k  را نشان می‌دهد و همانطور که مشاهده می‌شود، از آنجایی که سمت چپ معادله فقط می‌تواند از -1 تا 1 تغییر کند، بنابراین برخی محدودیت‌ها بر روی مقادیری که α (و بنابراین انرژی) می‌تواند داشته باشد، وجود دارد. یعنی در برخی از دامنه‌های مقادیر انرژی، طبق این معادله، هیچ راه‌حلی وجود ندارد و بنابراین سیستم این انرژی‌ها را نخواهد داشت: گاف‌های انرژی. این گاف‌ها به نام گاف‌های باند شناخته می‌شوند که می‌توان نشان داد که در هر شکلی از پتانسیل دوره‌ای (نه فقط حاجب‌های دلتا یا مربعی) وجود دارد. برای یک محاسبه مختلف و دقیقتر از فرمول گاف (یعنی برای گاف بین باندها) و تقسیم سطوح مقادیر ویژه معادله شرودینگر یک بعدی، به مولر-کیرستن مراجعه کنید.
==    شبکه محدود ==در برخی موارد، معادله شرودینگر می‌تواند با استفاده از نظریه معادلات دیفرانسیل دوره‌ای به صورت تحلیلی بر روی یک شبکه یک بعدی با طول محدود حل شود. طول شبکه فرض می‌شود برابر با {\displaystyle L=Na} باشد که a دوره پتانسیل و تعداد دوره‌ها {\displaystyle N} یک عدد مثبت صحیح است. دو انتهای شبکه در {\displaystyle \tau }و{\displaystyle L+\tau }  قرار دارند که τ نقطه پایان را مشخص می‌کند. تابع موج در خارج از بازه {\displaystyle [\tau ,L+\tau ]} صفر است.
حالت های ویژه سیستم محدود را می توان بر حسب حالت های بلوخ یک سیستم نامتناهی با پتانسیل تناوبی یکسان یافت. اگر یک شکاف نواری بین دو باند انرژی متوالی سیستم بینهایت وجود داشته باشد، بین دو نوع حالت در شبکه محدود تمایز شدید وجود دارد. برای هر باند انرژی از سیستم بینهایت،{\displaystyle N-1} وجود دارد حالت های توده ای که انرژی آنها به طول بستگی دارد,{\displaystyle N} اما نه در فسخ {\displaystyle \tau }.این حالت ها امواج ایستاده ای هستند که به صورت برهم نهی از دو حالت بلوخ با لحظه ای ساخته شده اند {\displaystyle k}و {\displaystyle -k} جایی که{\displaystyle k}طوری انتخاب می شود که تابع موج در مرزها ناپدید شود. انرژی های این حالت ها با نوارهای انرژی منظومه بی نهایت مطابقت دارد.
برای هر شکاف باند، یک حالت اضافی وجود دارد. انرژی این حالت ها به نقطه پایان بستگی دارد {\displaystyle \tau } اما نه در طول{\displaystyle N} ،انرژی چنین حالتی می تواند در لبه باند یا درون شکاف باند قرار گیرد. اگر انرژی در داخل شکاف نواری باشد، حالت حالت سطحی است که در یک انتهای شبکه محلی شده است، اما اگر انرژی در لبه نوار باشد، حالت در سراسر شبکه غیرمکانی شده است.
1. ↑  Electromagnetic
2. ↑  Bloch, Felix (1929). "Über die Quantenmechanik der Elektronen in Kristallgittern". Zeitschrift für Physik (in German). Springer Science and Business Media LLC. 52 (7–8): 555–600. Bibcode:1929ZPhy...52..555B. doi:10.1007/bf01339455. ISSN 1434-6001. S2CID 120668259.
3. ↑  "Quantum mechanics of electrons in crystal lattices". Proceedings of the Royal Society of London. Series A, Containing Papers of a Mathematical and Physical Character (به انگلیسی). 130 (814): 499–513. 1931-02-03. doi:10.1098/rspa.1931.0019. ISSN 0950-1207.
4. ↑  Singh, Surjit (1983-02-01). "Kronig–Penney model in reciprocal lattice space". American Journal of Physics (به انگلیسی). 51 (2): 179–179. doi:10.1119/1.13321. ISSN 0002-9505.
5. ↑  cotangent
6. ↑  Harald J. W. Müller-Kirsten, Introduction to Quantum Mechanics: Schrödinger Equation and Path Integral, 2nd ed., World Scientific (Singapore, 2012), 325–329, 458–477.
7. ↑  Eastham, M.S.P. (1973). The Spectral Theory of Periodic Differential Equations. Edinburgh, Scottish Academic Press.
8. ↑  Ren, Shang Yuan (2017). Electronic States in Crystals of Finite Size: Quantum Confinement of Bloch Waves (2 ed.). Singapore, Springer.
9. 1 2 3  Ren, Shang Yuan (2017). Electronic States in Crystals of Finite Size: Quantum Confinement of Bloch Waves (2 ed.). Singapore, Springer.